# Sauris contorta
Sauris contorta là một loài bướm đêm trong họ Geometridae.